# Площадь Двух Революций (Коломна)

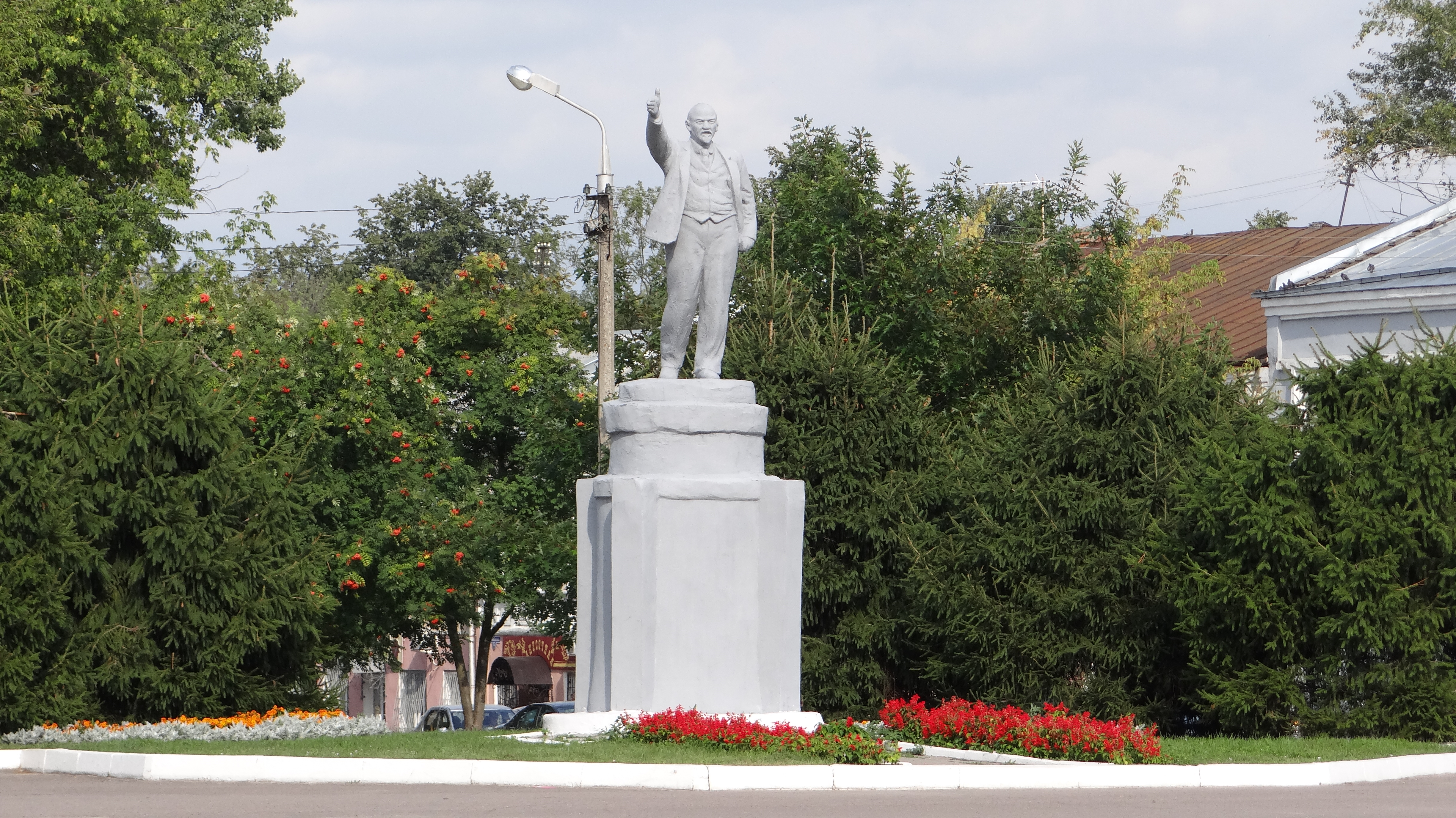
Памятник Ленину на площади

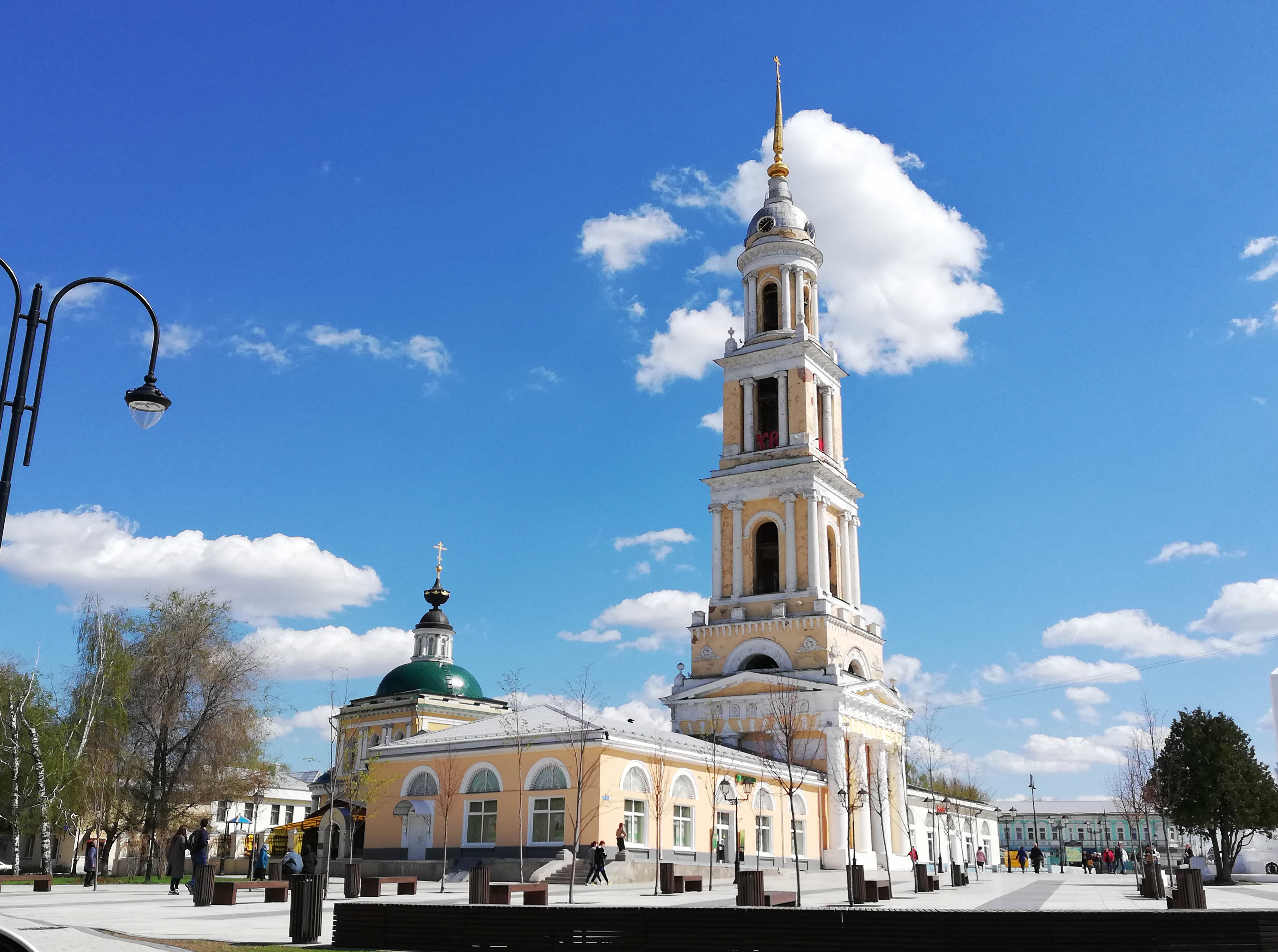
Церковь Иоанна Богослова на площади

Площадь Двух Революций — центральная площадь района Старая Коломна города Коломны. Площадь примыкает к главной улице города — Октябрьской Революции, на площадь выходят улицы Зайцева, Лажечникова и III Интернационала.

## Происхождение названия
Названа по решению митинга, прошедшего 30 октября 1927 года, в память жертв двух революций — 1905 и ноября 1917 года. Митинг был посвящён перезахоронению праха 27 жертв отряда Римана в братские могилы погибших в 1917—1918 годах. В 1917—1927 годах называлась Советская. Это название площадь получила сразу после прихода к власти большевиков, установивших в городе советскую власть. До этого входила в состав Базарной площади.

## История
Площадь сформировалась в XVIII веке как торг на Рязанской дороге. Тогда же была построена церковь Иоанна Богослова, которая впоследствии перестраивалась. В 1846 году на площади возведена колокольня церкви Иоанна Богослова, а в 1865 году — торговые ряды.
В 1923 году к востоку от торговых рядов на площади был устроен городской сад, а в 1926 году в нём установлен памятник В. И. Ульянову (Ленину) по проекту скульптора С. Д. Меркурова. В 1927 году к западу от торговых рядов похоронили жертв революций. В 1934 году вокруг их братской могилы был разбит сквер, а в 1958 году — установлен обелиск по проекту архитектора Н. П. Поникарова. На площади находится единственный в городе подземный переход.

## Сооружения, образующие ансамбль площади
Архитектурный ансамбль площади Двух Революций определяют торговые ряды с церковью Иоанна Богослова и её 67-метровой колокольней в стиле ампир. По улице Октябрьской Революции на площадь выходят три здания разных архитектурных стилей: эклектики (№ 200), модерна (№ 198) и конструктивизма (№ 196).

## Транспорт
Трамвай 1, 3, 7, 9; автобус 2, 3, 4, 5, 6, 7, 10, 11, 12 , 20, 22, 28, 36, 57, 460: остановка «Площадь Двух Революций».